# A jó, a rossz és a többiek
A jó, a rossz és a többiek (That's Good, That's Bad) a Született feleségek (Desperate Housewives) című amerikai filmsorozat harminckettedik epizódja. Az Amerikai Egyesült Államokban először az ABC (American Broadcasting Company) adó sugározta 2005. november 27-én.

## Az epizód cselekménye
Miután Bree szakít a patikussal, az minden lehetséges trükköt bevet, hogy visszaszerezze imádott nőjét, ám Bree lassan kezd átlátni a férfin. Ráadásul, amikor Dr. Goldfine-nál van látogatóban a kórházban, összeáll a kép: George volt az, aki a kék biciklijével az orvos mellé tekert a hídon, és aljas szándékkal a mélybe lökte. Világossá válik hát, hogy a patikus elméjével nincs minden rendben és segítségre szorul. Susan azóta sem tért magához a döbbenettől, mióta az anyja közölte vele, hogy az édesapja nagyon is él, ráadásul a város túlsó végén egy gazdaboltot vezet. Először nyomozásba kezd Julie segítségével, majd remek ötletet eszel ki: munkára jelentkezik Mr. Prudy-hoz. Persze - ahogy ezt már Susan esetében megszokhattuk - a dolgok korántsem mennek ennyire simán. Lynette egy nap később érkezik munkába, amikor is félreérthetetlen helyzetben találja Ninát Stu-val. Nina hallgatást kér Lynette-től, míg Lynette ezért cserébe több tiszteletet és kedvességet vár el a főnökétől az alkalmazottak nevében. Nina azonban másnapra kirúgatja Stu-t, Lynette pedig úgy érzi, hogy eljött a cselekvés ideje. Carlost - Gabrielle legnagyobb örömére - egy egyházi szervezet segítségével feltételesen szabadlábra helyezik. De Gaby öröme nem tarthat sokáig, Carlos ugyanis már nem az, aki régen volt. Szent életet akar élni a vallásosság szellemében, s az apáca, aki ebben segítségére lehet, egy valóságos bombázó.

## Mellékszereplők
- Joely Fisher - Nina Fletcher
- Sam Lloyd - Dr. Albert Goldfine
- Paul Dooley - Addison Prudy
- Currie Graham - Ed Ferrara
- Charlie Babcock - Stu
- Melinda Page Hamilton - Mary Bernard nővér
- Kurt Fuller - Barton nyomozó
- Joyce Van Patten - Carol Prudy
- Kamal Marayati - Bellman
- Carol Mansell - Pat Ziegler

## Mary Alice epizódzáró monológja
- A narrátor, Mary Alice monológja az epizód végén így hangzik (a magyar változat alapján):

„Nem mindig könnyű megkülönböztetni a jófiúkat a rosszfiúktól. A bűnösök gyakran meglepetést okozhatnak. És ugyanez igaz a szentekre is. Miért igyekszünk embertársainkat egyszerűen jónak, vagy gonosznak beállítnai? Mert senki sem akarja bevallani, hogy a könyörület és kegyetlenség  nagyon is jól megfér egy szívben. És hogy bárki képes bármire.”

## Epizódcímek szerte a világban
- Angol: That's Good, That's Bad (Ez jó, ez rossz)
- Francia: La Nonne, la brune et l'extruand (Az apáca, a barna nő és az exgengszter)
- Lengyel: To dobre, to złe (Ez jó, ez rossz)
- Német: Die Guten und die Bösen (A jók és a rosszak)